# لاري ر. مارشال
لاري ر. مارشال (بالإنجليزية: Larry R. Marshall)‏ هو فيزيائي أسترالي، ولد في القرن العشرين في سيدني في أستراليا.